# Masarykova kolej
Masarykova kolej se nachází na adrese Kolejní 550/2 a Thákurova 550/1 v Dejvicích v Praze 6. Patří ČVUT v Praze. Budova byla postavena v letech 1924 až 1927 z finančního daru prezidenta Československa Tomáše Garrigue Masaryka a obec poskytla pozemky. Podle návrhu architekta profesora Antonína Engela byla postavena velmi moderně a vybavena ubytovacími prostory, přednáškovými sály, knihovnou, studovnou, žehlírnou, holičem, lékařskou ordinací, klubovnou, šermírnou, bufetem, temnou komorou a divadelním sálem. Nejprve budova sloužila studentům (kapacita 863 lůžek), pak během 2. světové války využívalo budovu německé Gestapo. Po 2. světové válce budova krátce opět sloužila studentům, od roku 1950 do roku 1989 sloužila Ministerstvu národní bezpečnosti a později Ministerstvu vnitra Československé socialistické republiky (sídlila zde pak II. správa SNB – kontrarozvědka StB). V 90. letech 20. století byla budova renovována a v současnosti budovu používá ČVUT v Praze k ubytování svých studentů (kapacita 622 lůžek).

## Další informace
Budova slouží jako studentská kolej a menza, hotel a kongresové centrum.

## Galerie

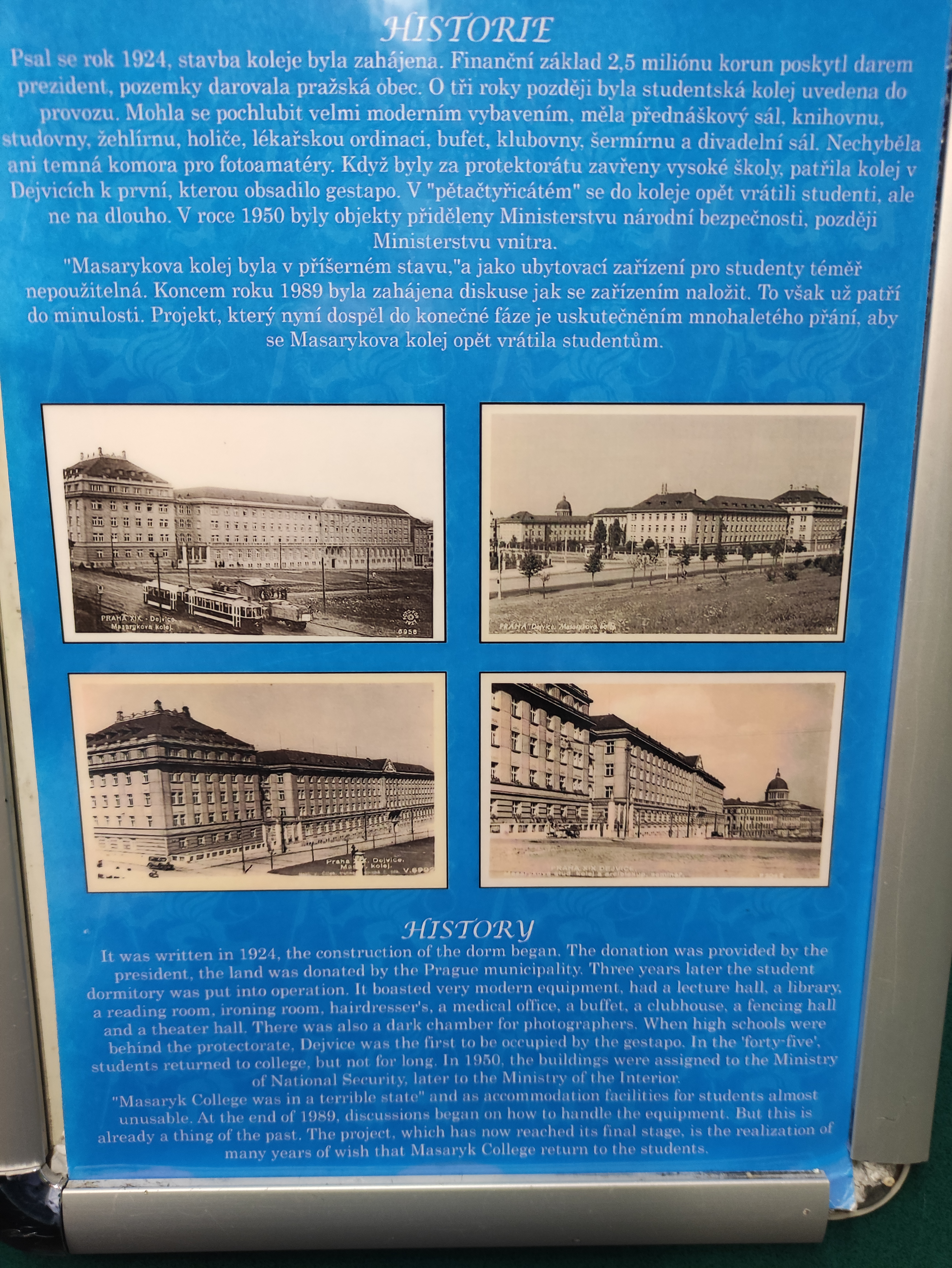
Informační tabule připomínající historii budovy
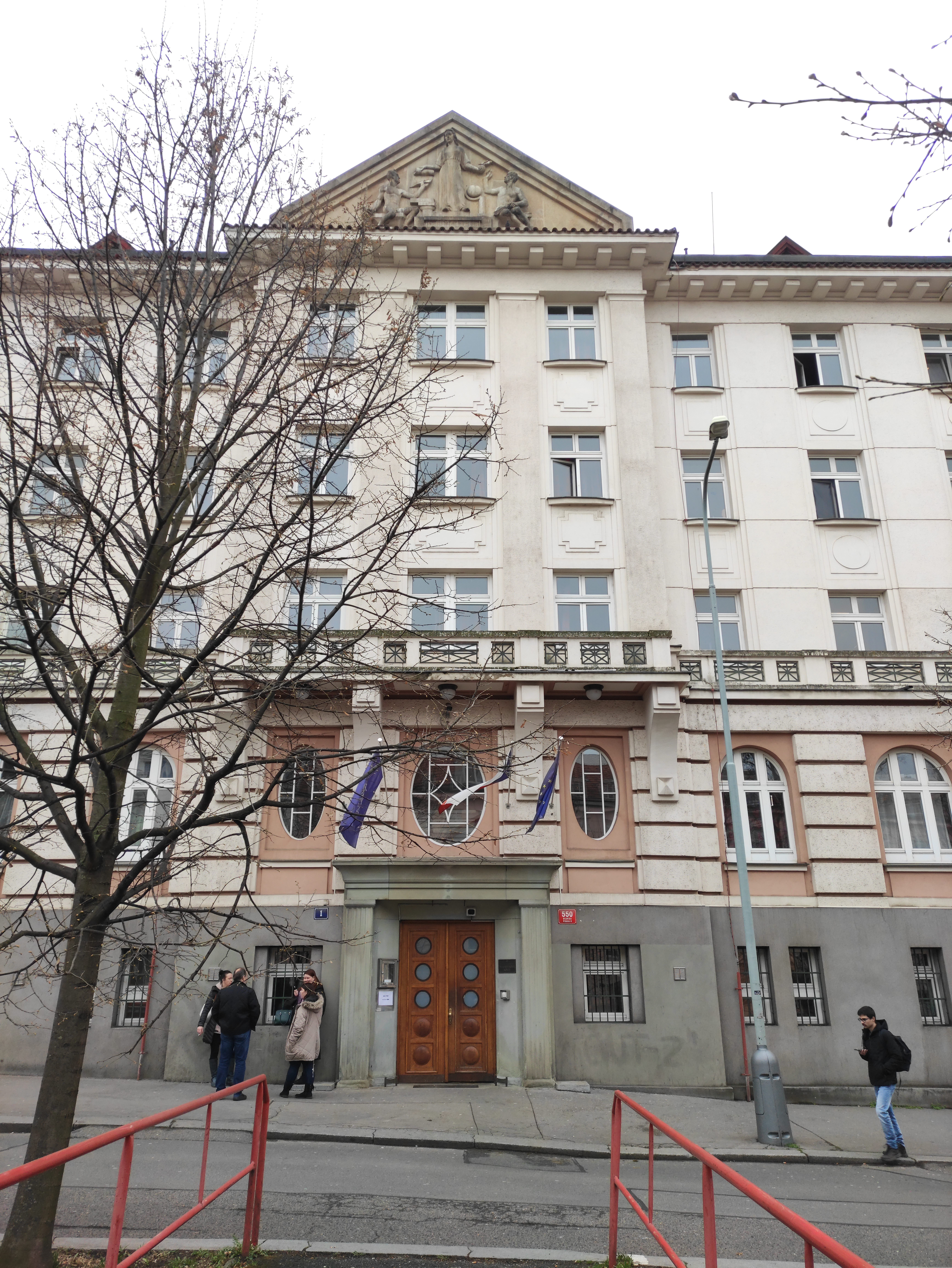
Průčelí budovy
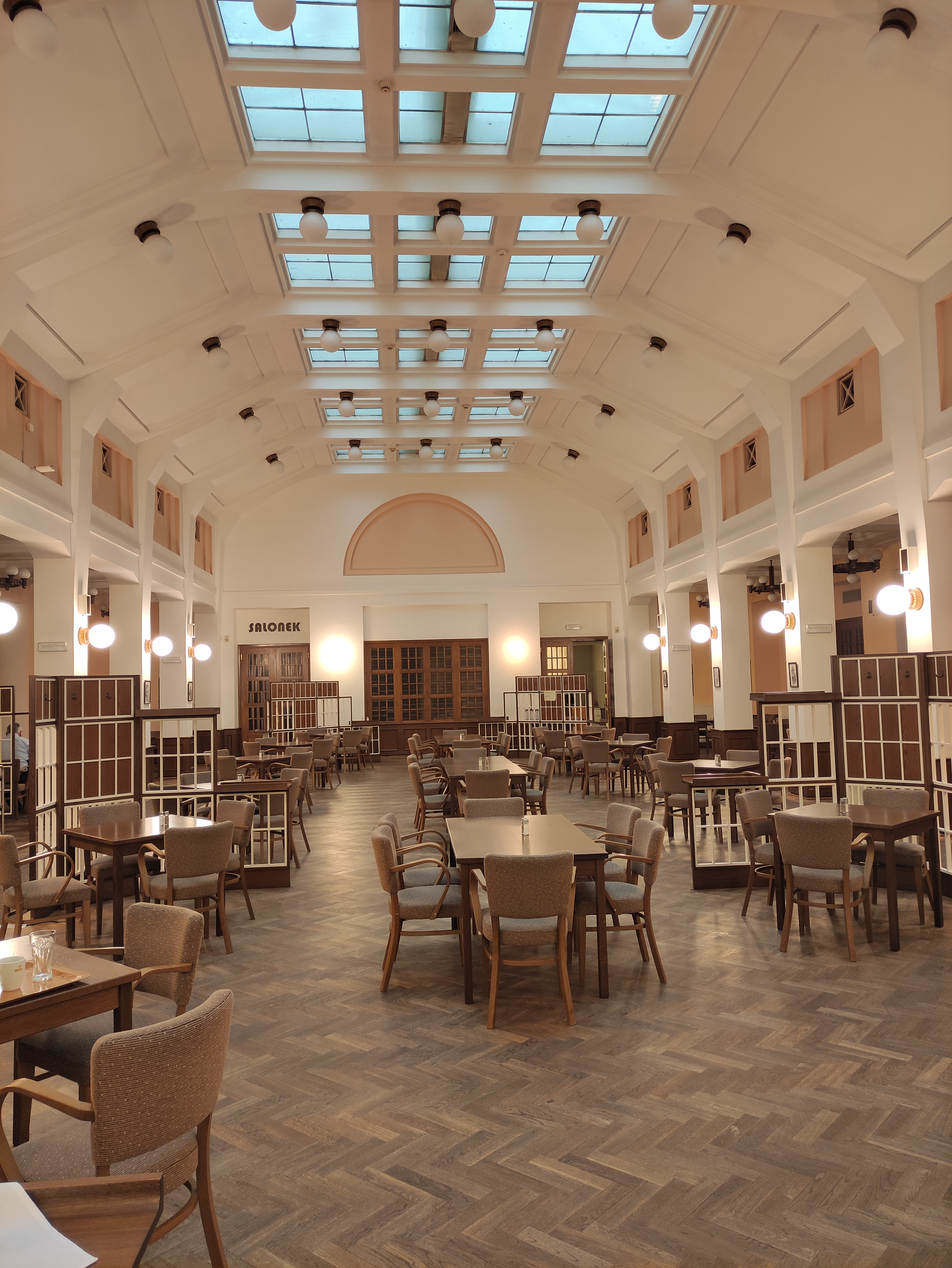
Akademická restaurace